# Marian Kukiel

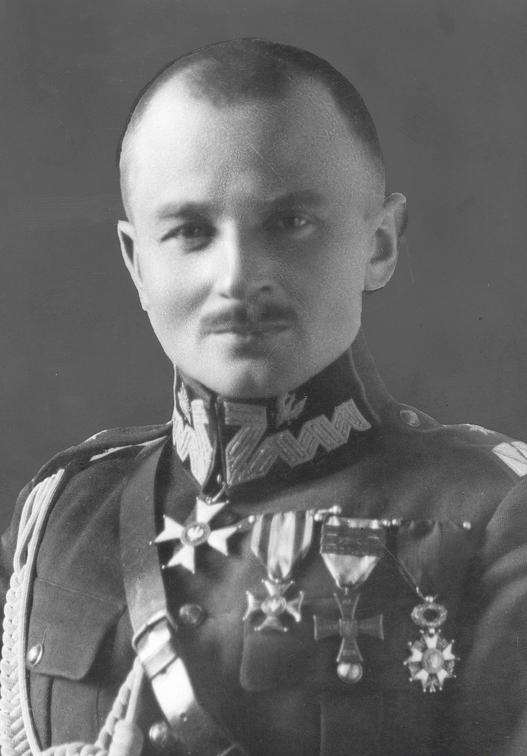
Marian Kukiel

Marian Władysław Włodzimier Krajewski-Kukiel (Pseudonyme: Marek Kąkol, Stach Zawierucha; * 15. Mai 1885 in Dąbrowa Tarnowska; † 15. August 1973 in London) war ein polnischer Generalmajor, Historiker sowie sozialer und politischer Aktivist.

## Leben
Er war der Sohn von Adolf Józef Kukiel und Helena Sroczyńska. Nach dem Tod seines Vaters 1888 lebte er mit seiner Mutter in Bolesław bei Tarnów. Er studierte Geschichte an der philosophischen Fakultät der Franz-Josef-Universität in Lemberg. Kukiel war im Jahr 1908 einer der Gründer des „Verbandes des tätigen Kampfes“ (poln. Związek Walki Czynnej) und prominentes Mitglied der paramilitärischen Jugendorganisation Związek Strzelecki. Er kämpfte in den Polnischen Legionen im Ersten Weltkrieg. Kukiel diente von 1919 bis 1920 als stellvertretender Leiter der Abteilung III des polnischen Generalstabs und nahm am Polnisch-Sowjetischen Krieg teil. Im Jahr 1920 wurde er dann Kommandeur der 20. Brigade und Leiter der Abteilung III. Von 1923 bis 1925 diente er als Generalstabsoffizier der 13. Infanteriedivision. Nach Piłsudskis Maiputsch im Jahr 1926 wurde er in die Reserve versetzt. Ab 1927 war er Professor für Militärgeschichte an der Jagiellonen-Universität. Ab 1932 wurde er Mitglied der Polska Akademia Umiejętności (PAU). Von 1930 bis 1939 war er Direktor des Czartoryski-Museums in Krakau.
Im Jahr 1939 nahm er als Militär an der Verteidigung von Lemberg teil. Von 1939 bis 1940 war er stellvertretender Kriegsminister der Polnischen Exilregierung in London. Von 1940 bis 1942 war er Kommandierender General des 1. Polnischen Korps in Coatbridge, Schottland, und seit 1942 Kriegsminister der Exilregierung unter Władysław Sikorski und nach dessen Tod Stanisław Mikołajczyk. Er war bei Versuchen zur Aufklärung des Verschwindens von polnischen Offizieren in der Sowjetunion (Massaker von Katyn) beteiligt. Am 19. November 1942 erklärte er dem sowjetischen Botschafter in London, Polens Regierung wisse, was mit den vermissten Offizieren geschehen sei, und werde bald Fakten dazu veröffentlichen. Die Aufdeckung des Massakers von Katyn durch die Exilregierung führte schließlich zum Bruch mit Stalin. In der 1944 von Tomasz Arciszewski gebildeten Exilregierung war er nicht mehr Kriegsminister. Von 1945 bis 1973 war Professor an der Polnischen Universität im Exil und Direktor des Instituts für polnische Geschichte in London. Von 1951 bis 1966 war er Mitglied des Polish Institute and Sikorski Museum in London.
Er starb 1973 im Alter von siebenundachtzig Jahren in London und wurde auf dem Kensal Green Cemetery beigesetzt.

## Werke
- Dzieje wojska polskiego w dobie napoleońskiej 1795–1815 (Bände 1–2 1918–20)
- Zarys historii wojskowości w Polsce (Bände 1–2 1921, veröffentlicht 1949)
- Wojna roku 1812 (Bände 1–2 1937)
- Dzieje Polski porozbiorowej 1795–1921 (1961)

## Auszeichnungen (Auswahl)
- Silbernes Kreuz des Virtuti Militari (1922; Verleihungsnummer 241)
- Komtur des Orden Polonia Restituta (2. Mai 1922)
- Tapferkeitskreuz (viermalige Verleihung)
- Goldenes Verdienstkreuz mit Schwertern
- Chevalier de la Légion d’Honneur (1921)
- Ordre des Palmes Académiques
- Großoffizier des Kronenorden (Belgien)
- Kommandeur des Ordens des Weißen Adlers (Serbien)
- Knight Commander des Order of the Bath (1942)